# 고양 북한산 산영루지
고양 북한산 산영루지(高陽 北漢山 山映樓址)는 대한민국 경기도 고양시 덕양구, 북한산성 내에 있는 누각 터이다. 2013년 6월 7일 경기도의 기념물 제223호로 지정되었다.

## 개요
산영루는 북한산성 내에 위치했던 누각으로 조선후기에 설치된 중앙 군영인 총융청에서 관리를 담당했던 중요한 건물이다. 조선후기 실학자인 다산 정약용(1762-1836)이나 추사 김정희(1786-1856) 등 당대 많은 지식인 등이 이곳을 방문하여 아름다운 시문을 남기기도 하였지만, 안타깝게도 1925년 대홍수로 유실되면서 그 모습을 찾아 볼 수 없었으나, 2015년 고양시의 역사문화복원사업을 통해 산영루를 복원하였다.

## 현지 안내문
북한산 태고사 계곡과 중흥사 계곡이 만나는 지점에 산영루(山映樓)라는 정자가 있었다. 수많은 조선 시인들이 지금은 주춧돌만이 남아 있는 이 정자를 찾았다.
다산 정약용도 그 중 한명이었다. 다산이 산영루를 노래한 시 한 수.

험한 돌길 끊어지자 높은 난간 나타나니

겨드랑이에 날개 돋쳐 날아갈 것 같구나

십여 곳 절간 종소리 가을빛 저물어가고

온 산의 누런 잎에 물소리 차가워라

숲 속에 말 매어두고 얘기 꽃을 피우는데

구름 속에 만난 스님 예절도 너그럽다

해 지자 흐릿한 구름 산빛을 가뒀는데

행주에선 술상을 올린다고 알려오네.

## 같이 보기
- 북한 승도절목 - 경기도 유형문화재 제357호

## 참고 자료
- 고양 북한산 산영루지 - 국가유산청 국가유산포털